# HC Voorne
HC Voorne is een Nederlandse hockeyclub uit Hellevoetsluis. HC Voorne werd opgericht in 1971 en speelt op sportcomplex Boerseweg. In het seizoen 2019/20 komt het eerste herenteam uit in de Derde klasse, evenals het eerste damesteam. Sinds 2006 kan er ook hockey gespeeld worden voor verstandelijk gehandicapten (G-hockey).